# Tylototriton notialis
Espèce
Statut de conservation UICN

 VU B1ab(iii) : Vulnérable
Tylototriton notialis est une espèce d'urodèles de la famille des Salamandridae.

## Répartition
Cette espèce est endémique du Laos. Elle se rencontre dans la province de Khammouane.

## Publication originale
- Stuart, Phimmachak, Sivongxay & Robichaud, 2010 : A new species in the Tylototriton asperrimus group (Caudata: Salamandridae) from central Laos. Zootaxa, no 2650, p. 19–32.